# کنست (آیووا)
کنست (به انگلیسی: Kensett) شهری در ایالت آیووا کشور ایالات متحده آمریکا است که جمعیت آن در سرشماری سال ۲۰۱۰ میلادی، ۲۶۶ نفر بوده‌است.